# Lost in France
Lost in France is de tweede single van Bonnie Tyler. Het is afkomstig van haar debuutalbum The world starts tonight. Het nummer over dromerijen in Frankrijk is geschreven door de muziekproducenten Ronnie Scott en Steve Wolffe.
Van het lied verscheen een aantal covers, veelal door Duitse artiesten met Duitse tekst. Een verder onbekende Kerstin zong het als Ich verlor mich selbst, Regina Thoss als Ich hab dich verloren, Mara Landin als Es wird hell, Michel. Ook de Zweedse band Wizex nam het op.

## Hitnoteringen
De Welshe zangeres had er in een aantal landen een hit mee. In thuisland het Verenigd Koninkrijk verscheen de single in 1976 in de UK Singles Chart met 10 weken notering. In de rest van Europa werd de plaat in 1977 uitgebracht.
In Nederland was de plaat op maandag 17 januari 1977 AVRO's Radio en TV-Tip op Hilversum 3 en werd een radiohit. De plaat bereikte de 20e positie in de Nationale Hitparade en de 24e positie in de Nederlandse Top 40. In België bereikte de single de 15e positie van de Vlaamse Radio 2 Top 30 en de 21e positie van de Vlaamse Ultratop 50.

### Nederlandse Top 40
| Positie: | 29 | 26 | 24 | 25 | 36 | uit |

### Nationale Hitparade
| Positie: | 21 | 20 | 27 | uit |

### Vlaamse Radio 2 Top 30
| Positie: | 21 | 15 | uit |

### Vlaamse Ultratop 50
| Positie: | 23 | 21 | uit |

### NPO Radio 2 Top 2000
Lost in France stond alleen in 2000 in de NPO Radio 2 Top 2000, op plek 1847.